# Querência (Mato Grosso)
Querência est une municipalité brésilienne située dans l'État du Mato Grosso.